# Fókino (Briansk)
Fókino (ruso: Фо́кино) es una ciudad rusa ubicada en la óblast de Briansk. Dentro de la óblast, pertenece a efectos administrativos al raión de Diátkovo; sin embargo, posee un autogobierno local completo bajo la forma jurídica de ókrug urbano y no está vinculada municipalmente a dicho raión.
En 2021, el territorio de la ciudad tenía una población de 12 538 habitantes.
Se ubica en el límite entre los raiones de Briansk y Diátkovo, en plena área urbana de la capital regional Briansk: dentro del área urbana, se ubica en la periferia septentrional de Briansk y unos 10 km al sur de Diátkovo, junto a la carretera y ferrocarril que unen ambas ciudades. Por la ciudad pasa el río Bolvá.

## Historia
En 1899, el empresario Serguéi Maltsov fundó una fábrica de cemento en el territorio de la aldea de Borovka, aprovechando que por aquí pasaba el ferrocarril de Briansk a Viazma. Comenzaron a construirse casas en los alrededores de la fábrica, y en 1929 la Unión Soviética decidió organizarlas como un asentamiento de tipo urbano bajo la denominación de "Tsementni Zavod" (Цементный Завод), literalmente "Fábrica de Cemento"; en pocos años, el topónimo quedó abreviado a "Tsementni".
De los dos mil habitantes que tenía entonces, pasó a tener once mil a mediados de siglo, por lo que entre 1964 y 1969 se fusionó con las vecinas aldea de Borovka (su localidad de origen) y posiólok de Shibenets (actualmente el barrio más poblado de la ciudad) para dar lugar a la actual ciudad, que recibió su nuevo topónimo en referencia a Ignati Fokin, revolucionario que lideró la Revolución rusa en la zona de Briansk. En 2002 adoptó estatus municipal de ókrug urbano. Aunque administrativamente sigue dependiendo del raión de Diátkovo, en 2014 recibió privilegios administrativos para paliar su elevada dependencia de la industria del cemento, que sigue siendo la base de la economía local.